# Su-ngai Padi
Su-ngai Padi (em tailandês: สุไหงปาดี) é um distrito da província de Narathiwat, no sul da Tailândia.